# Termòpiles
Les Termòpiles (grec antic: Θερμοπύλαι, 'Portes Calentes') és un famós pas de Grècia entre Tessàlia i la Lòcrida, únic lloc pel qual es podia entrar des del nord cap al sud de Grècia. Se situa entre el puig Oeta i el golf Malíac. Avui la seva configuració és diferent que en l'antiguitat atès el canvi del curs d'alguns rius i rierols i que les terres formades pels sediments dels rius van allargar la terra uns 5 km cap al mar deixant la muntanya més lluny. El riu Esperqueu ha canviat el lloc de la desembocadura i els rius Diras, Melas, i Asopos, que abans arribaren al mar, avui són afluents de l'Esperqueu.
En temps d'Heròdot el riu Esperqueu corria cap al mar en direcció est des de la ciutat d'Anticyra, a l'oest del pas. A l'est d'aquest riu n'hi havia un altre anomenat Diras, i més a l'est un altre anomenat Melas, prop de la ciutat de Traquis. Entre aquesta i la costa la plana era gran. Més a l'est hi havia el riu Asopos i finalment més a l'est el Fènix, afluent de l'Asopos. Allà on s'unien el Fènix i l'Asopos el puig Eta s'acostava al golf deixant només espai per un carro. A aquest pas hi havia la ciutat d'Antela amb els temples d'Amfictió i de l'amfictiònic Demetri, amb llocs pels membres del consell amfictiònic que es reunien allí a la tardor. A Antela, el puig Eta retrocedia una mica de la costa deixant una plana petita, però sortia altre cop a prop d'Alpeni, la primera ciutat dels Locris on altre cop només quedava espai per a un carro. Els focis havien construït una muralla per a defensar el país dels tessalis i el pas era impracticable. Així, el pas el formaven dues estretes obertures amb una plana al mig.

## Origen
Termòpiles significa "portes calentes", en referència a la presència de les fonts calentes de sofre a la zona. Es considerava que l'entrada a la caverna de l'Hades, l'inframón de la mitologia grega, es trobava a les Termòpiles. En una variació de la història dels Treballs d'Hèracles, es comenta que les aigües de les Termòpiles es van fer calentes perquè l'heroi Hèracles va intentar netejar-s'hi del verí d'Hidra.
La primera Lliga Amficciònica coneguda, un grup de tribus gregues antigues associades religiosament, es va centrar en el culte de Demèter a la ciutat d'Antela, prop de les Termòpiles. Els delegats d'aquesta primera lliga van ser batejats com els Pylagorai ("muntadors de portes"); donat que Demèter tenia associacions ctòniques o d'inframon en molts dels seus cultes més antics.

## Batalles
El pas de les Termòpiles és conegut principalment per la Batalla de les Termòpiles que lliurà el rei espartà Leònides l'agost del 480 aC. En aquest lloc 300 espartans, 1.000 lacedemonis, 2.800 peloponesis, 700 tespieus, 400 tebans i alguns focis i locris d'Opunt, que sota la direcció de Leònides es van fortificar per aturar l'exèrcit persa de Xerxes I. L'agost del 480 aC els perses van atacar el pas durant tres dies i foren rebutjats per una defensa mòbil organitzada per Leònides. Un pastor de la regió malíaca, Efialtes, va informar els perses d'un pas de muntanya poc conegut, anomenat Anopea, que va permetre als perses rodejar el pas. El contingent focidi que cobria la zona fou eliminat i els perses van poder atènyer les altures occidentals de les Termòpiles (el puig Caudromos) i les altures del sud, rodejant Leònides. Aquest va deixar que els seus soldats es retiressin i es va quedar només amb els espartans, Tespians i tebans. Acorralat a un turó, fou convidat a rendir-se; els tebans es van rendir però no pas els espartans i Tespians, que van lluitar fins al darrer home. Aquesta ferotge resistència va permetre a la flota grega retirar-se per l'estret canal d'Euripos.
A les Termòpiles es van lliurar altres combats menys coneguts:
El 279 aC un exèrcit aliat grec es va oposar al pas dels gàlates de Brennus, que assolaven el país i anaven a saquejar Delfos. També els gals van descobrir el pas (revelat per Heracleotes i Anianes) i van obligar els grecs a retirar-se.
El 207 aC en la guerra entre Roma i el rei Filip V de Macedònia, el pas fou fortificat pels etolis, llavors aliats dels romans. Filip va forçar el pas i va derrotar els etolis.
L'abril del 191 aC van combatre l'exèrcit selèucida d'Antíoc III i l'exèrcit romà comandat per Marc Acili Glabrió Antíoc, va fortificar el pas i el va guarnir amb 2.000 etolis distribuïts entre els tres cims (Cal·lídrom, Teichios i Rhodúntia). El cònsol romà va enviar tropes contra la zona i va poder ocupar el Cal·lídrom, amenaçant la posició d'Antíoc que va fugir. De les fortificacions dels tres cims encara se'n veuen unes restes, que foren restaurades per Justinià I.